# Natație la Jocurile Olimpice de vară din 2008
Probele de natație la Jocurile Olimpice de vară din 2008 s-au desfășurat în perioada 9-21 august 2008 la Beijing, China. S-au organizat 34 de probe: 17 pentru bărbați și 17 pentru femei.

## Rezultate

##### Masculin
| Probă         | Aur                                                              | Argint                                                                   | Bronz                                                               |
| Stil liber    |                                                                  |                                                                          |                                                                     |
| 50 m          | César Cielo Filho (BRA)                                          | Amaury Leveaux (FRA)                                                     | Alain Bernard (FRA)                                                 |
| 100 m         | Alain Bernard (FRA)                                              | Eamon Sullivan (AUS)                                                     | Jason Lezak (SUA) Cesar Cielo Filho (BRA)                           |
| 200 m         | Michael Phelps (SUA)                                             | Park Tae-Hwan (KOR)                                                      | Peter Vanderkaay (SUA)                                              |
| 400 m         | Park Tae-Hwan (KOR)                                              | Zhang Lin (CHN)                                                          | Larsen Jensen (SUA)                                                 |
| 1 500 m       | Oussama Mellouli (TUN)                                           | Grant Hackett (AUS)                                                      | Ryan Cochrane (CAN)                                                 |
| Fluture       |                                                                  |                                                                          |                                                                     |
| 100 m         | Michael Phelps (SUA)                                             | Milorad Čavić (SRB)                                                      | Andrew Lauterstein (AUS)                                            |
| 200 m         | Michael Phelps (SUA)                                             | László Cseh (HUN)                                                        | Takeshi Matsuda (JPN)                                               |
| Spate         |                                                                  |                                                                          |                                                                     |
| 100 m         | Aaron Peirsol (SUA)                                              | Matt Grevers (SUA)                                                       | Arkady Vyatchanin (RUS) Hayden Stoeckel (AUS)                       |
| 200 m         | Ryan Lochte (SUA)                                                | Aaron Peirsol (SUA)                                                      | Arkady Vyatchanin (RUS)                                             |
| Bras          |                                                                  |                                                                          |                                                                     |
| 100 m         | Kosuke Kitajima (JPN)                                            | Alexander Dale Oen (NOR)                                                 | Hugues Duboscq (FRA)                                                |
| 200 m         | Kosuke Kitajima (JPN)                                            | Brenton Rickard (AUS)                                                    | Hugues Duboscq (FRA)                                                |
| Individual    |                                                                  |                                                                          |                                                                     |
| 200 m         | Michael Phelps (SUA)                                             | László Cseh (HUN)                                                        | Ryan Lochte (SUA)                                                   |
| 400 m         | Michael Phelps (SUA)                                             | László Cseh (HUN)                                                        | Ryan Lochte (SUA)                                                   |
| Ștafetă       |                                                                  |                                                                          |                                                                     |
| 4×100 m liber | (SUA) Michael Phelps Garrett Weber-Gale Cullen Jones Jason Lezak | (FRA) Amaury Leveaux Fabien Gilot Frédérick Bousquet Alain Bernard       | (AUS) Eamon Sullivan Andrew Lauterstein Ashley Callus Matt Targett  |
| 4×200 m liber | (SUA) Michael Phelps Ryan Lochte Ricky Berens Peter Vanderkaay   | (RUS) Nikita Lobintsev Evgeny Lagunov Danila Izotov Alexander Sukhorukov | (AUS) Patrick Murphy Grant Hackett Grant Brits Nick Ffrost          |
| 4×100 m mixt  | (SUA) Aaron Piersol Brendan Hansen Michael Phelps Jason Lezak    | (AUS) Hayden Stoeckel Brenton Rickard Andrew Lauterstein Eamon Sullivan  | (JPN) Junichi Miyashita Kosuke Kitajima Takuro Fujii Hisayoshi Sato |
| Maraton       |                                                                  |                                                                          |                                                                     |
| 10 km         | Maarten van der Weijden (NED)                                    | David Davies (GBR)                                                       | Thomas Lurz (GER)                                                   |

##### Feminin
| Probă         | Aur                                                                    | Argint                                                             | Bronz                                                              |
| Stil liber    |                                                                        |                                                                    |                                                                    |
| 50 m          | Britta Steffen (GER)                                                   | Dara Torres (SUA)                                                  | Cate Campbell (AUS)                                                |
| 100 m         | Britta Steffen (GER)                                                   | Lisbeth Trickett (AUS)                                             | Natalie Coughlin (SUA)                                             |
| 200 m         | Federica Pellegrini (ITA)                                              | Sara Isakovič (SLO)                                                | Pang Jiaying (CHN)                                                 |
| 400 m         | Rebecca Adlington (GBR)                                                | Katie Hoff (SUA)                                                   | Joanne Jackson (GBR)                                               |
| 800 m         | Rebecca Adlington (GBR)                                                | Alessia Filippi (ITA)                                              | Lotte Friis (DEN)                                                  |
| Fluture       |                                                                        |                                                                    |                                                                    |
| 100 m         | Libby Trickett (AUS)                                                   | Christine Magnuson (SUA)                                           | Jessicah Schipper (AUS)                                            |
| 200 m         | Liu Zige (CHN)                                                         | Jiao Liuyang (CHN)                                                 | Jessicah Schipper (AUS)                                            |
| Spate         |                                                                        |                                                                    |                                                                    |
| 100 m         | Natalie Coughlin (SUA)                                                 | Kirsty Coventry (ZIM)                                              | Margaret Hoelzer (SUA)                                             |
| 200 m         | Kirsty Coventry (ZMB)                                                  | United States Margaret Hoelzer (SUA)                               | Reiko Nakamura (JPN)                                               |
| Bras          |                                                                        |                                                                    |                                                                    |
| 100 m         | Leisel Jones (AUS)                                                     | Rebecca Soni (SUA)                                                 | Mirna Jukic (AUT)                                                  |
| 200 m         | Rebecca Soni (SUA)                                                     | Leisel Jones (AUS)                                                 | Sara Nordenstam (NOR)                                              |
| Individual    |                                                                        |                                                                    |                                                                    |
| 200 m         | Stephanie Rice (AUS)                                                   | Kirsty Coventry (ZIM)                                              | Natalie Coughlin (SUA)                                             |
| 400 m         | Stephanie Rice (AUS)                                                   | Kirsty Coventry (ZIM)                                              | Katie Hoff (SUA)                                                   |
| Ștafetă       |                                                                        |                                                                    |                                                                    |
| 4×100 m liber | (NED) Inge Dekker Ranomi Kromowidjojo Femke Heemskerk Marleen Veldhuis | (SUA) Natalie Coughlin Lacey Nymeyer Kara Lynn Joyce Dara Torres   | (AUS) Cate Campbell Alice Mills Melanie Schlanger Lisbeth Trickett |
| 4×200 m liber | (AUS) Stephanie Rice Bronte Barratt Kylie Palmer Linda Mackenzie       | (CHN) Yang Yu Zhu Qianwei Tan Miao Pang Jiaying                    | (SUA) Allison Schmitt Natalie Coughlin Caroline Burckle Katie Hoff |
| 4×100 m mixt  | (AUS) Emily Seebohm Leisel Jones Jessicah Schipper Lisbeth Trickett    | (SUA) Natalie Coughlin Rebecca Soni Christine Magnuson Dara Torres | (China) Zhao Jing Sun Ye Zhou Yafei Pang Jiaying                   |
| Maraton       |                                                                        |                                                                    |                                                                    |
| 10 km         | Larisa Ilchenko (RUS)                                                  | Keri-Anne Payne (GBR)                                              | Cassandra Patten (GBR)                                             |

## Recorduri
Feminin
- 200 m liber - Federica Pellegrini  Italia (1:55.45) (semifinale)
- 200 m liber - Federica Pellegrini  Italia (1:54.82) (finală)
- 100 m spate - Kirsty Coventry  Zimbabwe (58.77) (semifinale)
- 200 m fluture - Liu Zige  China (2:04.18) (finală)
- 200 m mixt - Stephanie Rice  Australia (2:08.45)
- 400 m mixt - Stephanie Rice  Australia (4:29.45)
- 4×200 m liber - Stephanie Rice, Bronte Barratt, Kylie Palmer, Linda Mackenzie  Australia (7:44.31) (finală)

Masculin
- 100 m liber - Eamon Sullivan  Australia (47.05) (semifinale)
- 100 m liber - Alain Bernard  Franța (47.20) (semifinale)
- 100 m liber - Eamon Sullivan  Australia (47.24) (4x100m finală)
- 200 m liber - Michael Phelps  Statele Unite ale Americii (1:42.96) (finală)
- 100 m spate - Aaron Peirsol  Statele Unite ale Americii (52.54) (finală)
- 100 m bras - Kosuke Kitajima  Japonia (58.91) (finală)
- 200 m fluture - Michael Phelps  Statele Unite ale Americii (1:52.03) (finală)
- 400 m mixt - Michael Phelps  Statele Unite ale Americii (4:03.84) (finală)
- 4×100 m - Nathan Adrian, Cullen Jones, Ben Wildman-Tobriner, Matt Grevers  Statele Unite ale Americii (3:12.23) (calificări)
- 4×100 m - Michael Phelps, Garrett Weber-Gale, Cullen Jones, Jason Lezak  Statele Unite ale Americii (3:08.24) (finală)
- 4×200 m - Michael Phelps, Ryan Lochte, Ricky Berens, Peter Vanderkaay  Statele Unite ale Americii (6:58.56) (finală)